# Osmia pingreeana
Osmia pingreeana är en biart som beskrevs av Michener 1937. Osmia pingreeana ingår i släktet murarbin, och familjen buksamlarbin. Inga underarter finns listade i Catalogue of Life.